# República Socialista Soviética de Kirguistán
La República Socialista Soviética de Kirguistán, abreviada como RSS de Kirguistán (en ruso: Киргизская Советская Социалистическая Республика, en kirguís: Кыргыз Советтик Социалисттик Республикасы), comúnmente referido como Kirguistán Soviético, fue una de las quince repúblicas constituyentes de la antigua Unión Soviética, desde 1936 hasta 1991.

## Historia
Fundada el 14 de octubre de 1924 como el Óblast Autónomo Kara-Kirguís dentro de la RSFSR, se transformó en la República Autónoma Socialista Soviética de Kirguistán el 1 de febrero de 1926, permaneciendo aún como parte de la RSFSR.Sin embargo, sus fronteras no fueron delineadas siguiendo criterios étnicos ni lingüísticos.
El 5 de diciembre de 1936, con la adopción de la Constitución Soviética de 1936, se convirtió en una república constituyente separada de la URSS como la República Socialista Soviética de Kirguistán durante las etapas finales de la delimitación nacional en la Unión Soviética.
Al formarse Kirguistán, su territorio estaba dividido en distritos (raiones). El 21 de noviembre de 1939, se crearon cinco óblasts (regiones): Jalal-Abad, Isyk-Kol, Osh, Tian Shan y Frunze.En 1944, se estableció el óblast de Talas a partir de Frunze, pero fue abolido en 1956. En 1959, se abolieron los óblasts de Frunze, Issyk-Kol y Jalal-Abad. Frunze e Issyk-Kul se convirtieron en territorios bajo jurisdicción republicana directa, mientras que Jalal-Abad se unió a Osh. Tian Shan fue el último óblast en ser abolido en 1962, y para entonces, el resto de la república, con excepción de Osh, estaba dividida en distritos de subordinación republicana. En 1970, se restauraron las provincias de Issyk-Kul y Naryn (anteriormente Tien Shan), y en 1980, la de Talas. En 1988, las provincias de Naryn y Talas fueron nuevamente abolidas; la primera se fusionó con Issyk-Kul, mientras que la segunda se fusionó con Osh. Sin embargo, en 1990 se restauraron y, al mismo tiempo, se restablecieron Jalal-Abad y Chüy (anteriormente Frunze).
La Masacre de Osh de 1990 debilitó el cargo del primer secretario. Ese mismo año, el 15 de diciembre, la República Socialista Soviética de Kirguistán se reconstituyó como la República de Kirguistán tras declarar su soberanía. El 17 de marzo de 1991, Kirguistán apoyó el referéndum sobre la preservación de la Unión con una participación del 95,98%.
Sin embargo, esto no se materializó cuando los intransigentes tomaron el control de Moscú durante tres días en agosto de 1991. Askar Akáyev, el primer presidente, condenó rotundamente el golpe y se hizo famoso como líder democrático. El país declaró su independencia el 31 de agosto de 1991 y la Unión Soviética se disolvió oficialmente el 26 de diciembre de 1991.No obstante, la Constitución de 1978 permaneció vigente tras su independencia hasta 1993.

## Política
Al igual que en las demás repúblicas de la Unión Soviética, Kirguistán tenía un gobierno en el marco de una república socialista de partido único gobernada por la rama regional del Partido Comunista de la Unión Soviética conocida como Partido Comunista de la República Socialista Soviética de Kirguistán, dirigida por un Primer Secretario, y que tenía una importante presencia en todos los órganos de gobierno, política y sociedad. El poder legislativo consistía en el Sóviet Supremo, el cual era el parlamento unicameral de la república encabezada por un presidente, y con sede en el edificio del Sóviet Supremo en Frunze. El Presidente del Consejo de Ministros por otro lado dirigía al poder ejecutivo.

## Subdivisión administrativa

### Óblasts
La RSS de Kirguistán estaba dividida en 3 óblast (provincias), una región con estatus especial y una ciudad, como se muestra en la tabla siguiente (datos del 1 de enero de 1972, fuente: Gran Enciclopedia Soviética).
| Nombre                                | Capital    | Superficie (miles de km²) | Población (miles de hab.) |
| ------------------------------------- | ---------- | ------------------------- | ------------------------- |
| Óblast de Frunze                      | Frunze     | 0,1                       | 452                       |
| Óblast de Issyk-Kul                   | Przhevalsk | 43,2                      | 325                       |
| Óblast de Jalal-Abad                  | Jalal-Abad | 299,8                     | 573                       |
| Óblast de Naryn                       | Naryn      | 50,6                      | 198                       |
| Óblast de Osh                         | Osh        | 73,9                      | 1.307                     |
| Óblast bajo subordinación republicana | Talas      | 30,7                      | 792                       |

- Fatland, E. (2020). Sovietistan: Travels in Turkmenistan, Kazakhstan, Tayikistán, Kyrgyzstan, and Uzbekistan. New York: Pegasus Books.

## Economía

### Industria
Las industrias líderes de la RSS de Kirguistán:
- Minería
- Ingeniería
- Mecánica
- Electricidad
- Industria alimenticia

La extracción de carbón, hulla y lignito, petróleo y gas se concentra en el suroeste de la república. Había centrales hidroeléctricas en el río Naryn. La metalurgia no ferrosa (extracción y enriquecimiento de mercurio, antimonio, minerales de plomo-zinc, producción de mercurio, antimonio y otros).
Ingeniería mecánica (máquinas para la cría de animales y producción de piensos, automóviles, máquinas herramienta para corte de metales y líneas automáticas, productos, dispositivos). La industria ligera estuvo representada por la limpieza de algodón, textiles (algodón, lana, tejidos de seda, prendas de punto se produjeron en las ciudades de Osh y Frunze), así como empresas de cuero y calzado, prendas de vestir, tejido de alfombras. Las principales ramas de la industria de alimentos y sabores son: carnes, lácteos y la producción de harina. Producción de materiales de construcción (cemento , pizarra , paneles de pared, etc.).

### Agricultura
En 1987 había 289 granjas estatales y 178 granjas colectivas en la república. Las tierras agrícolas ascendieron a 10,1 millones de hectáreas, de las cuales:
- Tierra cultivable  - 1,4 millones de hectáreas
- Pastos - 8,5 millones de hectáreas.

La superficie de regadío es de 1,02 millones de hectáreas (1986). La rama principal de la agricultura es la ganadería, fundamentalmente se desarrolla la cría de ovinos de lana fina y de lana semifina, la cría de ganado vacuno de leche y carne, y la cría de caballos.
La producción ganadera para 1987, en millones de cabezas: 
- Bovinos  - 1,1,
- Ovinos y caprinos  - 10,3

La agricultura proporcionó alrededor del 45% de la producción agrícola bruta, su rama principal es el cultivo de cultivos industriales: algodón (algodón en bruto cosechó 68 mil toneladas en 1986 ), tabaco, aceite esencial. El 50% de los cultivos estaban ocupados por forrajes, el 42% por cultivos de cereales (cosecha bruta de cereales 1,633 millones de toneladas en 1986 ). También cultivaban papas , hortalizas y calabazas. La producción frutera siguió creciendo como también la Viticultura.

### Ciencia
En 1990 había 9 universidades en la república, en las que estudiaban 58,8 mil estudiantes.
En 1954-1993, la Academia de Ciencias de la República Socialista Soviética de Kirguistán y sus estaciones científicas, por ejemplo, la Estación Física y Geográfica de Tian Shan trabajaron.

## Geografía

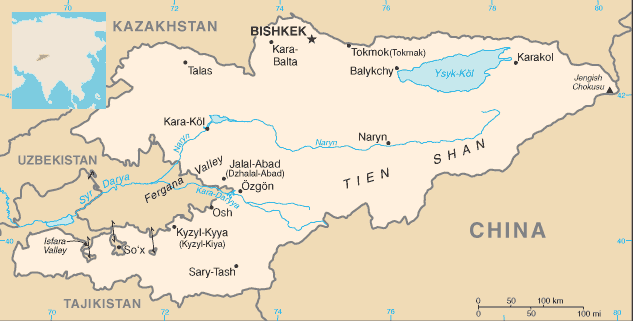
Un mapa del Kirguistán moderno, con las mismas fronteras que la antigua RSS de Kirguistán.

Kirguistán, una república sin litoral del Asia Central Soviética, limitaba con Kazajistán, Tayikistán y Uzbekistán, así como con China, y se extendía entre las latitudes 39° y 44° N y las longitudes 69° y 81° E. Se encuentra más alejada del mar que cualquier otro país, y todos sus ríos desembocan en sistemas de drenaje cerrados que no llegan al mar. La región montañosa del Tian Shan cubre más del 80% del país, mientras que el resto está formado por valles y cuencas.
El lago Issyk-Kul, o Ysyk-Köl en kirguís, en el noreste de Tian Shan, es el lago más grande de Kirguistán y el segundo lago de montaña más grande del mundo, después del Titicaca. Los picos más altos se encuentran en la cordillera Kakshaal Too, que forma la frontera con China. El pico Jengish Chokusu, de 7439 m (24 406 pies), es el punto más alto y los geólogos lo consideran el pico de más de 7000 m (22 966 pies) más septentrional del mundo. Las fuertes nevadas invernales provocan inundaciones primaverales que a menudo causan graves daños río abajo. La escorrentía de las montañas también se utiliza para la generación de energía hidroeléctrica.

## Sociedad

### Religión
Bajo el dominio soviético, el islam en Kirguistán fue fuertemente reprimido y la gente fomentaba activamente el ateísmo.  Las autoridades soviéticas permitieron una actividad religiosa limitada en todas las repúblicas soviéticas de mayoría musulmana.  La mayoría de la población rusa de Kirguistán era atea u ortodoxa. Después de la independencia, el país disfrutó de una mayor libertad religiosa y sigue siendo hasta el día de hoy un estado secular.

## Legado

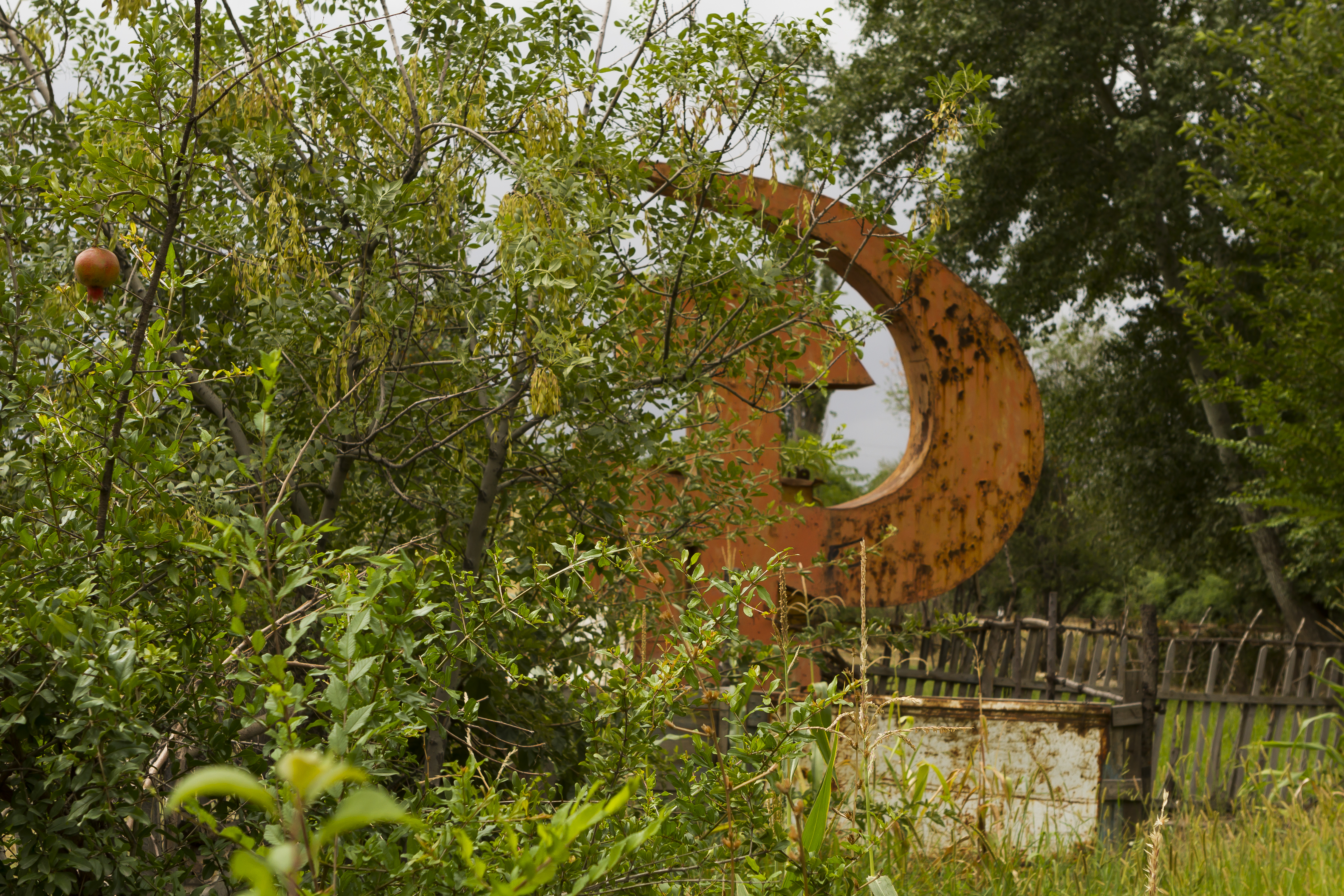
Escultura de la hoz y el martillo soviéticos en Kirguistán

Según la encuesta de 2013 de Gallup, el 62 % de los kirguises dice que el colapso de la Unión Soviética perjudicó a su país, mientras que solo el 16 % dijo que el colapso lo benefició. La encuesta también mostró que las personas kirguisas bien educadas eran más propensas a decir que la ruptura perjudicó a su país.